# Elecciones regionales de Ica de 2018
Las elecciones regionales de Ica de 2018 se llevaron a cabo el 7 de octubre de 2018 para elegir al gobernador regional, al vicegobernador regional y al Consejo Regional para el periodo 2019-2022. La elección se celebró simultáneamente con elecciones regionales y municipales (provinciales y distritales) en todo el Perú.
Como resultado de esta elección, Javier Gallegos Barrientos, candidato del Movimiento Regional Obras por la Modernidad, obtuvo el 33.20% de votos válidos y resultó electo como gobernador regional de Ica.

## Sistema electoral
El Gobierno Regional de Ica es el órgano administrativo y de gobierno del departamento de Ica. Está compuesto por el gobernador regional, el vicegobernador regional y el Consejo Regional.
La votación se realiza en base al sufragio universal, que comprende a todos los ciudadanos nacionales mayores de dieciocho años, empadronados y residentes en el departamento de Ica y en pleno goce de sus derechos políticos.
El gobernador y vicegobernador regional son elegidos por sufragio directo. Para que un candidato sea proclamado ganador debe obtener no menos de 30 % de votos válidos. En caso ningún candidato logre ese porcentaje en la primera vuelta electoral, los dos candidatos más votados participan en una segunda vuelta o balotaje. No hay reelección inmediata de gobernadores regionales.
El Consejo Regional de Ica está compuesto por 9 consejeros elegidos por sufragio directo para un período de cuatro (4) años. La votación es por lista cerrada y bloqueada. Cada provincia del departamento de Ica constituye una circunscripción electoral. Se asigna a la lista ganadora los escaños según el método d'Hondt. La distribución y el número de consejeros regionales es la siguiente:
| Circunscripción     | Escaños | Mapa |
| ------------------- | ------- | ---- |
| Ica                 | 3       |      |
| Chincha y Pisco(+1) | 2       |      |
| Nasca y Palpa(–1)   | 1       |      |

## Composición del Consejo Regional de Ica
La siguiente tabla muestra la composición del Consejo Regional de Ica antes de las elecciones.
| Partidos | Partidos                                    | Consejeros |
| -------- | ------------------------------------------- | ---------- |
|          | Movimiento Regional Obras por la Modernidad | 3          |
|          | Partido Regional de Integración             | 3          |
|          | Fuerza Popular                              | 2          |
|          | Unidos por la Región                        | 1          |

## Partidos y candidatos
A continuación se muestra una lista de los principales partidos y alianzas electorales que participaron en las elecciones:
| Candidatura | Candidatura | Partidos y alianzas                                     | Candidato | Candidato                  | Ideología                                                          | Resultado previo | Resultado previo | Ref.  |
| Candidatura | Candidatura | Partidos y alianzas                                     | Candidato | Candidato                  | Ideología                                                          | Votos (%)        | Con.             | Ref.  |
| ----------- | ----------- | ------------------------------------------------------- | --------- | -------------------------- | ------------------------------------------------------------------ | ---------------- | ---------------- | ----- |
|             | FP          | Lista - Fuerza Popular (FP)                             |           | Jorge Hurtado Herrera      | Fujimorismo Conservadurismo social Populismo de derecha            | 24.82%           | 2                | [ 2 ] |
|             | G           | Lista - Movimiento Regional Obras por la Modernidad (G) |           | Javier Gallegos Barrientos | Regionalismo iqueño                                                | 20.28%           | 3                | [ 2 ] |
|             | L           | Lista - Unidos por la Región (L)                        |           | Gastón Medina Sotomayor    | Regionalismo iqueño                                                | 13.26%           | 1                | [ 2 ] |
|             | AP          | Lista - Acción Popular (AP)                             |           | Eduardo Cabrera Ganoza     | Partido atrapalotodo                                               | 3.26%            | 0                | [ 2 ] |
|             | UPP         | Lista - Unión por el Perú (UPP)                         |           | Isaac Serna Guzmán         | Etnocacerismo Nacionalismo de izquierda                            | 2.61%            | 0                | [ 2 ] |
|             | APP         | Lista - Alianza para el Progreso (APP)                  |           | Edwin Vásquez Mansilla     | Liberalismo económico Conservadurismo liberal Populismo de derecha | 1.46%            | 0                | [ 2 ] |
|             | FA          | Lista - Frente Amplio (FA)                              |           | Luis Aquije Hernández      | Socialismo Ecologismo Descentralización                            | 0.98%            | 0                | [ 2 ] |
|             | VP          | Lista - Vamos Perú (VP)                                 |           | José Yataco Torrealva      | Populismo Socialdemocracia                                         | Nuevo            | Nuevo            | [ 2 ] |
|             | AvP         | Lista - Avanza País (AvP)                               |           | José Elías Ávalos          | Conservadurismo liberal Liberalismo clásico                        | Nuevo            | Nuevo            | [ 2 ] |

## Sondeos de opinión
Las siguientes tablas enumeran las estimaciones de la intención de voto en orden cronológico inverso, mostrando las más recientes primero y utilizando las fechas en las que se realizó el trabajo de campo de la encuesta. Cuando se desconocen las fechas del trabajo de campo, se proporciona la fecha de publicación.
Leyenda:
     Sondeo realizado en el periodo de prohibición legal de la difusión de sondeos de intención de voto.

### Intención de voto
La siguiente tabla enumera las estimaciones ponderadas (sin incluir votos en blanco y nulos) de la intención de voto.
|                               |                   |      |      |      |      |      |     |     |      |  |  |
| Elecciones regionales de 2018 | 7 oct 2018        | —    | 33.2 | 17.0 | 16.7 | 14.3 | 6.4 | 3.7 | 16.2 |  |  |
|                               |                   |      |      |      |      |      |     |     |      |  |  |
| Ipsos Perú/América            | 7 oct 2018        | ?    | 33.5 | 17.6 | 14.5 | 13.7 | –   | –   | 15.9 |  |  |
| Datum Internacional/Latina    | 7 oct 2018        | ?    | 38.3 | 17.2 | 13.2 | 14.3 | –   | –   | 21.1 |  |  |
| Ipsos Perú/América            | 7 oct 2018        | ?    | 35.6 | 16.1 | 17.6 | 12.5 | –   | –   | 18.0 |  |  |
| Datum Internacional/Latina    | 7 oct 2018        | ?    | 34.9 | 16.1 | 14.7 | 12.6 | 5.7 | 4.8 | 18.8 |  |  |
| Videre                        | 28–29 sep 2018    | 600  | 31.4 | 17.2 | 13.8 | 13.3 | 2.8 | 9.5 | 14.2 |  |  |
| Videre                        | 4–6 sep 2018      | 1284 | 31.8 | 18.8 | 18.4 | 17.3 | –   | 5.1 | 13.0 |  |  |
| Videre                        | 22–27 ago 2018    | 574  | 34.0 | 8.8  | 17.3 | 23.2 | 4.0 | 3.5 | 10.8 |  |  |
| Videre                        | 30 jul–3 ago 2018 | 600  | 27.0 | 7.9  | 12.4 | 12.1 | 2.2 | 5.2 | 14.6 |  |  |

### Preferencias de voto
La siguiente tabla enumera las preferencias de voto en bruto (incluyendo blancos, viciados y sin respuesta) y no ponderadas.
| Encuestadora/Medio            | Fecha             | Muestra | Javier Gallegos | José Elías | Gastón Medina | Jorge Hurtado | Eduardo Cabrera | Isaac Serna | B/V  | NS/NO | Dif. |  |  |  |
| ----------------------------- | ----------------- | ------- | --------------- | ---------- | ------------- | ------------- | --------------- | ----------- | ---- | ----- | ---- |  |  |  |
| Encuestadora/Medio            | Fecha             | Muestra |                 |            |               |               |                 |             |      |       |      |  |  |  |
| Elecciones regionales de 2018 | 7 oct 2018        | —       | 27.0            | 13.8       | 13.6          | 11.7          | 5.2             | 3.0         | 18.7 | –     | 16.2 |  |  |  |
|                               |                   |         |                 |            |               |               |                 |             |      |       |      |  |  |  |
| Videre                        | 28–29 sep 2018    | 600     | 22.8            | 12.5       | 10.0          | 9.7           | 2.0             | 6.8         | 27.3 | –     | 10.3 |  |  |  |
| Videre                        | 4–6 sep 2018      | 1284    | 22.5            | 13.3       | 13.0          | 12.2          | –               | 3.6         | 15.0 | 14.3  | 9.2  |  |  |  |
| Videre                        | 22–27 ago 2018    | 574     | 25.2            | 6.5        | 12.8          | 17.2          | 3.0             | 2.6         | 25.9 | –     | 8.0  |  |  |  |
| Videre                        | 30 jul–3 ago 2018 | 600     | 15.0            | 4.4        | 6.9           | 6.7           | 1.2             | 2.9         | 19.7 | 24.7  | 8.1  |  |  |  |

## Resultados

### Gobierno Regional de Ica
|                      | Javier Gallegos Barrientos | Movimiento Regional Obras por la Modernidad (G) | 142,042 | 33.20 |  |  |  |
|                      | José Elías Ávalos          | Avanza País (AvP)                               | 72,783  | 17.01 |  |  |  |
|                      | Gastón Medina Sotomayor    | Unidos por la Región (L)                        | 71,624  | 16.74 |  |  |  |
|                      | Jorge Hurtado Herrera      | Fuerza Popular (FP)                             | 61,352  | 14.34 |  |  |  |
|                      | Eduardo Cabrera Ganoza     | Acción Popular (AP)                             | 27,340  | 6.39  |  |  |  |
|                      | Isaac Serna Guzmán         | Unión por el Perú (UPP)                         | 15,972  | 3.73  |  |  |  |
|                      | Edwin Vásquez Mansilla     | Alianza para el Progreso (APP)                  | 15,311  | 3.58  |  |  |  |
|                      | José Yataco Torrealva      | Vamos Perú (VP)                                 | 12,858  | 3.01  |  |  |  |
|                      | Luis Aquije Hernández      | Frente Amplio (FA)                              | 8,550   | 2.00  |  |  |  |
|                      |                            |                                                 |         |       |  |  |  |
| Total                | Total                      | Total                                           | 427,832 |       |  |  |  |
|                      |                            |                                                 |         |       |  |  |  |
| Votos válidos        | Votos válidos              | Votos válidos                                   | 427,832 | 81.35 |  |  |  |
| Votos en blanco      | Votos en blanco            | Votos en blanco                                 | 50,186  | 9.54  |  |  |  |
| Votos nulos          | Votos nulos                | Votos nulos                                     | 47,921  | 9.11  |  |  |  |
| Votos emitidos       | Votos emitidos             | Votos emitidos                                  | 525,939 | 85.15 |  |  |  |
| Abstenciones         | Abstenciones               | Abstenciones                                    | 91,732  | 14.85 |  |  |  |
| Votantes registrados | Votantes registrados       | Votantes registrados                            | 617,671 |       |  |  |  |
|                      |                            |                                                 |         |       |  |  |  |
| Fuente:              |                            |                                                 |         |       |  |  |  |

### Consejo Regional de Ica

#### Sumario general
|                        |                                                 |              |              |              |         |         |  |
| Partidos y coaliciones | Partidos y coaliciones                          | Voto popular | Voto popular | Voto popular | Escaños | Escaños |  |
| Partidos y coaliciones | Partidos y coaliciones                          | Votos        | %            | ±pp          | Total   | +/−     |  |
|                        | Movimiento Regional Obras por la Modernidad (G) | 120,836      | 31.36        | +11.99       | 5       | +2      |  |
|                        | Avanza País (AvP)                               | 73,863       | 19.17        | Nuevo        | 2       | +2      |  |
|                        | Unidos por la Región (L)                        | 73,506       | 19.08        | +5.29        | 1       | ±0      |  |
|                        | Fuerza Popular (FP)                             | 47,245       | 12.26        | –6.98        | 1       | –1      |  |
|                        | Acción Popular (AP)                             | 31,990       | 8.30         | +4.42        | 0       | ±0      |  |
|                        | Unión por el Perú (UPP)                         | 16,197       | 4.20         | +0.52        | 0       | ±0      |  |
|                        | Vamos Perú (VP)                                 | 12,324       | 3.20         | Nuevo        | 0       | ±0      |  |
|                        | Frente Amplio (FA)                              | 9,361        | 2.43         | +1.13        | 0       | ±0      |  |
|                        |                                                 |              |              |              |         |         |  |
| Total                  | Total                                           | 385,322      |              |              | 9       | ±0      |  |
|                        |                                                 |              |              |              |         |         |  |
| Votos válidos          | Votos válidos                                   | 385,322      | 73.26        | –7.30        |         |         |  |
| Votos en blanco        | Votos en blanco                                 | 93,584       | 17.79        | +5.90        |         |         |  |
| Votos nulos            | Votos nulos                                     | 47,033       | 8.94         | +1.39        |         |         |  |
| Votos emitidos         | Votos emitidos                                  | 525,939      | 85.15        | –1.62        |         |         |  |
| Abstenciones           | Abstenciones                                    | 91,732       | 14.85        | +1.62        |         |         |  |
| Votantes registrados   | Votantes registrados                            | 617,671      |              |              |         |         |  |
|                        |                                                 |              |              |              |         |         |  |
| Fuente:                |                                                 |              |              |              |         |         |  |

#### Resultados por provincia
| Provincia | G       | G    | AvP  | AvP  | L    | L    | FP   | FP  | AP   | AP  | UPP | UPP | VP  | VP  | FA  | FA  |   |
| Provincia | %       | E    | %    | E    | %    | E    | %    | E   | %    | E   | %   | E   | %   | E   | %   | E   |   |
| --------- | ------- | ---- | ---- | ---- | ---- | ---- | ---- | --- | ---- | --- | --- | --- | --- | --- | --- | --- | - |
| Provincia | Chincha | 22.4 | 1    | 21.3 | –    | 28.7 | 1    | 9.6 | –    | 9.1 | –   | 5.3 | –   | 2.4 | –   | 1.2 | – |
| Ica       | 32.8    | 1    | 18.4 | 1    | 12.6 | –    | 17.5 | 1   | 5.9  | –   | 3.5 | –   | 4.9 | –   | 4.5 | –   |   |
| Nasca     | 37.3    | 1    | 18.4 | –    | 26.2 | –    | 6.7  | –   | 6.9  | –   | 2.5 | –   | 0.7 | –   | 1.4 | –   |   |
| Palpa     | 41.3    | 1    | 16.2 | –    | 15.5 | –    | 9.2  | –   | 13.0 | –   | 4.9 | –   |     |     |     |     |   |
| Pisco     | 37.1    | 1    | 18.6 | 1    | 17.1 | –    | 6.6  | –   | 13.4 | –   | 5.2 | –   | 2.0 | –   |     |     |   |
| Total     | 31.4    | 5    | 19.2 | 2    | 19.1 | 1    | 12.3 | 1   | 8.3  | –   | 4.2 | –   | 3.2 | –   | 2.4 | –   |   |

### Autoridades electas
| Cargo                                   | Autoridad electa | Autoridad electa           | Partido político | Partido político                            |
| --------------------------------------- | ---------------- | -------------------------- | ---------------- | ------------------------------------------- |
| Gobernador Regional de Ica              |                  | Javier Gallegos Barrientos |                  | Movimiento Regional Obras por la Modernidad |
| Vicegobernador Regional de Ica          |                  | Johny Olivares Landeo      |                  | Movimiento Regional Obras por la Modernidad |
| Consejero Regional de Ica (por Chincha) |                  | Boris Díaz Huamaní         |                  | Unidos por la Región                        |
| Consejero Regional de Ica (por Chincha) |                  | Miguel Esquirva Tori       |                  | Movimiento Regional Obras por la Modernidad |
| Consejero Regional de Ica (por Ica)     |                  | Edgard Núñez Cárcamo       |                  | Movimiento Regional Obras por la Modernidad |
| Consejera Regional de Ica (por Ica)     |                  | Leslie Felices Vizarreta   |                  | Avanza País                                 |
| Consejero Regional de Ica (por Ica)     |                  | César Magallanes Dagnino   |                  | Fuerza Popular                              |
| Consejero Regional de Ica (por Nasca)   |                  | Jorge Navarro Oropeza      |                  | Movimiento Regional Obras por la Modernidad |
| Consejera Regional de Ica (por Palpa)   |                  | Edith Guillén Canales      |                  | Movimiento Regional Obras por la Modernidad |
| Consejero Regional de Ica (por Pisco)   |                  | Cleto Rojas Páucar         |                  | Movimiento Regional Obras por la Modernidad |
| Consejero Regional de Ica (por Pisco)   |                  | Josué Cama Cordero         |                  | Avanza País                                 |